# Antena de Oro 2020
La llista de guardonats de la XLVIII edició dels premis Antena de Oro 2020 va ser anunciada el 28 de novembre de 2020. A continuació la llista de guardonats:

## Televisió
- Ana Rosa Quintana, El programa de Ana Rosa, de Telecinco.[2]
- José Luis Pérez, Trece al día de 13tv.
- Vicente Vallés, Antena 3 Noticias, d'Antena 3.
- José Antonio Luque, editor d'esports de Cuatro.
- Cachitos de hierro y cromo de La 2.
- Quién vive ahí de LaSexta

## Ràdio
- Yolanda Flores, De película de la RNE.
- Juan Pablo Ordúñez, El Pirata y su Banda, de Rock FM.[3]
- Juan Ramón Lucas, La Brújula, d'Onda Cero.
- Dieter Brandau, d'esRadio.
- Francisco García Cabello, de Capital Radio.
- Tony Aguilar, Los 40 Principales de la Cadena SER.

## Digital
- Constantino Mediavilla, director de Madrid Diario i Diario crítico

## Trajectòria Professional
- Javier Cárdenas[4]

## Gastronomia
- Restaurante Ferreiro, de Madrid.

## Especials
- José Esteban Verdes López-Diéguez, advocat[5]
- Luis Fernández-Vega, catedràtic cap del Servei d'oftalmologia de l'Hospital Universitari Central d'Astúries i president de la Fundació Princesa d'Astúries;
- El Poble de Madrid, per la seva conducta davant la pandèmia, en la persona del seu alcalde, José Luis Martínez-Almeida.
- Associació Patronal de la Sanitat Privada (ASP), per la millor comunicació sobre salut durant la pandèmia
- Alberto Barciela Castro, per la seva llarga aportació a la informació sobre turisme a Espanya i, especialment, a Galícia.